# チオカルバマート

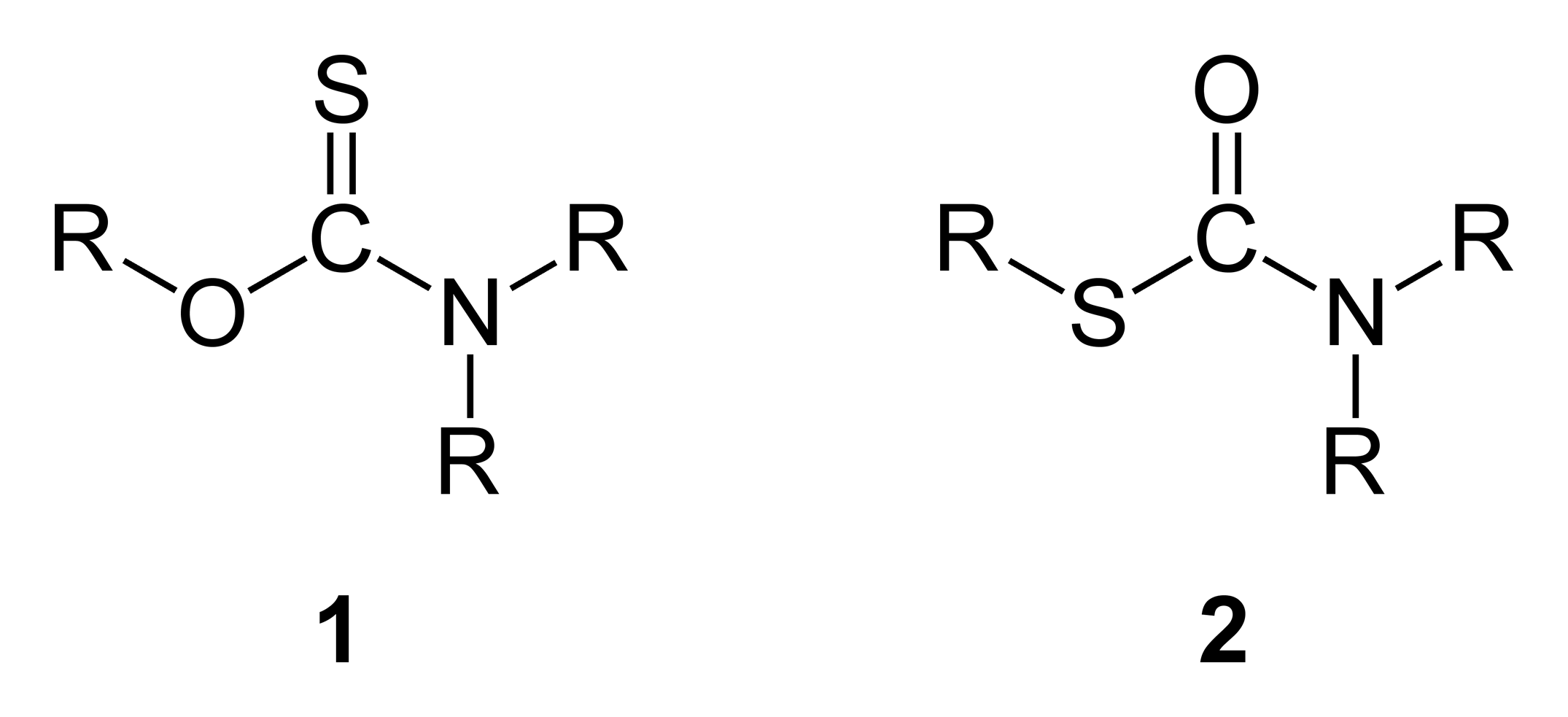
O-オルガニル (1) および S-オルガニル (2) チオカルバマートの一般化学構造式。

チオカルバマート（thiocarbamate）類は、有機硫黄化合物の一種である。チオカルバマートエステルには、O-チオカルバマート（ROC(=S)NR2）とS-チオカルバマート（RSC(=O)NR2）の2つの異性体が存在する。O-チオカルバマートはS-チオカルバマートへ異性化できる（例: ニューマン・クワート転位）。

## 合成
チオカルバマートは、チオシアナートの加水分解によって合成できる。
{\displaystyle {\ce {RSCN\ + H2O -> RSC(=O)NH2}}}
Rはアリール基であり、この手法はリームシュナイダー・チオカルバマート合成として知られている。